# Pingouin et Goéland et leurs 500 petits
Pour plus de détails, voir Fiche technique et Distribution.
Pingouin et Goéland et leurs 500 petits est un film français réalisé par Michel Leclerc, sorti en 2020.

## Synopsis
Un couple, Roger et Yvonne Hagnauer, surnommés Pingouin et Goéland, dirige la Maison d'enfants de Sèvres. Pendant la Seconde Guerre mondiale, ils y cachent des enfants juifs, puis après la guerre, ils accueillent des enfants de déportés (dont la mère du réalisateur).

## Fiche technique
Sauf indication contraire, les informations mentionnées dans cette section peuvent être confirmées par les bases de données cinématographiques IMDb et Allociné,  présentes dans la section « Liens externes ».
- Titre : Pingouin et Goéland et leurs 500 petits
- Réalisation : Michel Leclerc
- Scénario : Michel Leclerc
- Musique : Jean-Christophe Gairard
- Photographie : Baya Kasmi, Michel Leclerc et Loïc Mahé
- Montage : Marie Molino
- Production : Muriel Meynard
- Société de production : Agat Films & Cie et Ciné+
- Société de distribution : Sophie Dulac Distribution (France)
- Pays de production :  France
- Langue originale : français
- Genre : documentaire
- Durée : 108 minutes
- Dates de sortie : 
  - France : 31 août 2020 (Festival du film francophone d'Angoulême) ; 3 novembre 2021 (sortie nationale)

## Accueil critique
Murielle Joudet pour Le Monde écrit : « On pourrait accuser Leclerc d'omettre l'essentiel pour donner à son film les apparences d'un conte féerique. C'est que son geste est motivé par une exigence qui se révèle doucement et excède la simple restitution d'une parenthèse enchantée ». Luc Chessel pour Libération évoque un film qui donne « une idée généreuse de ce lieu expérimental et égalitaire ».